# Gare de Lezoux
La gare de Lezoux est une gare ferroviaire française de la ligne de Clermont-Ferrand à Saint-Just-sur-Loire, située sur le territoire de la commune de Lezoux, dans le département du Puy-de-Dôme, en région Auvergne-Rhône-Alpes.
C'est une halte de la Société nationale des chemins de fer français (SNCF) desservie par des trains TER Auvergne-Rhône-Alpes.

## Situation ferroviaire
Établie à 351 m d'altitude, la gare de Lezoux est située au point kilométrique (PK) 24,417 de la ligne de Clermont-Ferrand à Saint-Just-sur-Loire, entre les gares ouvertes de Vertaizon (s'intercale la gare fermée de Seychalles - Moissat) et de Pont-de-Dore (s'intercale la gare fermée de Saint-Jean-d'Heurs).

## Service des voyageurs

### Accueil
Halte SNCF, c'est un point d'arrêt non géré à accès libre. Elle est équipée d'automates pour l'achat de titres de transport TER.

### Desserte
Elle est desservie par les trains TER Auvergne-Rhône-Alpes reliant les gares de Clermont-Ferrand à Thiers (les dessertes ferroviaires au-delà de cette dernière gare, vers Saint-Étienne-Châteaucreux, sont suspendues).

### Intermodalité
Un parking pour les vélos et pour les véhicules y est aménagé. Un arrêt d'autocars de la ligne X18 des Cars Région Express dessert la gare.

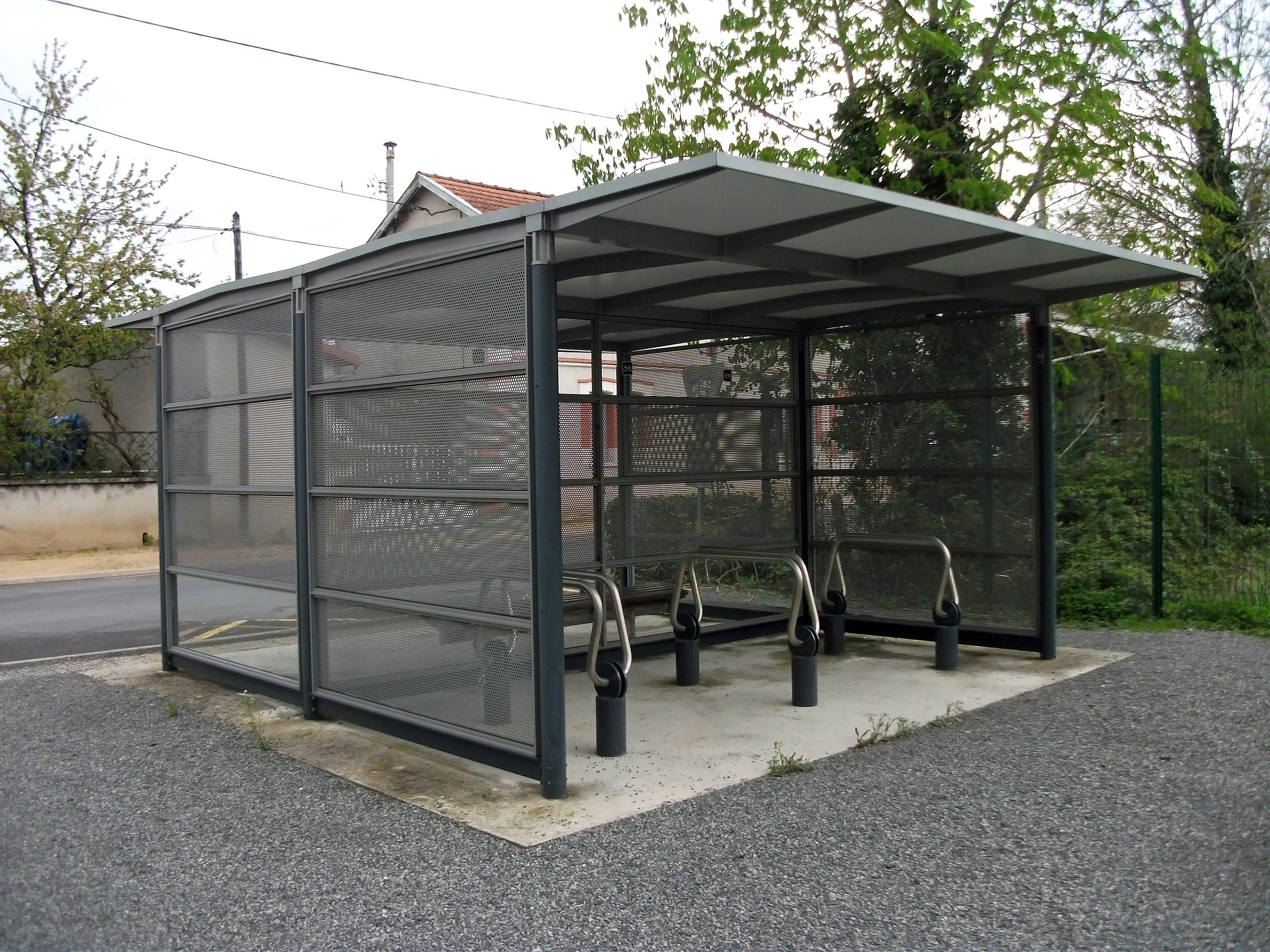
Abri vélos.